# Santa Eulalia de Vilapicina

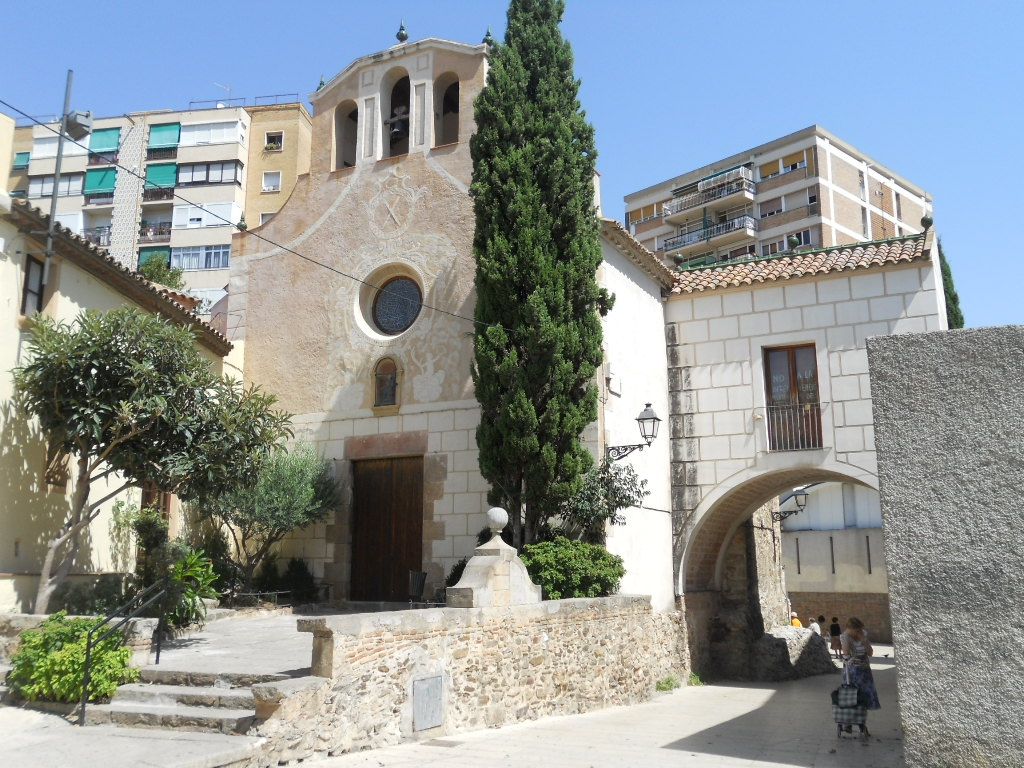
Iglesia antigua de Santa Eulalia de Vilapicina.

Santa Eulalia de Vilapicina es una antigua aldea que perteneció al antiguo municipio independiente de San Andrés de Palomar hasta que este fue anexionado a Barcelona en 1897. Actualmente su territorio pertenece al Distrito de Nou Barris  y se divide en cuatro barrios: Vilapicina y La Torre Llobeta, Can Peguera, El Turó de la Peira y Porta.
El nombre de Vilapicina aparece por primera vez escrito en un documento del año 940. El primer núcleo de población se articuló alrededor de la primitiva iglesia de Santa Eulalia, ubicada donde hoy se levanta el santuario homónimo. La antigua iglesia, documentada en el año 991, era una capilla románica, sufragánea de la iglesia de San Andrés de Palomar, que se levantó sobre una antigua construcción de época romana. 